# Гаудишано (Казерта)
Гаудишано је насеље у Италији у округу Казерта, региону Кампанија.
Према процени из 2011. у насељу је живело 74 становника. Насеље се налази на надморској висини од 334 м.